# 古拉福伊鄉
44°45′N 25°17′E / 44.750°N 25.283°E
古拉福伊鄉（羅馬尼亞語：Comuna Gura Foii, Dâmbovița），是羅馬尼亞的鄉份，位於該國南部，由登博維察縣負責管轄，面積24平方公里，海拔高度241米，2007年人口2,263，人口密度每平方公里93人。